# 埃达·史密斯
埃达·史密斯（英語：Ada Smith，1903年6月24日—1994年8月8日），英国女子竞技体操运动员。她曾代表英国获得1928年夏季奥运会体操比赛女子团体全能铜牌。她于1994年在大曼彻斯特郡阿瑟顿去世。